# Indice de mondialisation KOF
L'indice de mondialisation KOF est un indicateur composite qui vise à mesurer le degré de mondialisation économique et sociale d'un pays.

## Histoire
Indicateur parmi les plus utilisées dans la littérature économique internationale, il a été conçu par Axel Dreher et publié par le Centre de Recherche Conjoncturelle (KOF) de l'École Polytechnique Fédérale de Zurich en Suisse. Il couvre 122 pays  et a été publié pour la première fois en 2002 et couvrait la période allant de 1970 à cette année-là.  Une nouvelle version en a été publiée en 2019. La nouvelle version de l'indice est basé sur 43 variables au lieu de 23 dans la version précédente.

## Description
L'indice de mondialisation KOF prend en compte diverses dimensions de la mondialisation, notamment : économique, politique et social.
1. L'intégration économique internationale: Il mesure la présence d'un pays dans l'économie mondiale en évaluant les flux commerciaux (importations et exportations) et les investissements directs étrangers.
2. L'intégration sociale: Il examine les interactions internationales dans le domaine de la communication, des médias, de la mobilité des personnes et de la présence de firmes multinationales.
3. L'intégration politique: Il évalue l'adhésion à des organisations internationales et les accords de coopération bilatéraux.

L'indice KOF de mondialisation est calculé en agrégeant ces dimensions, ce qui permet de fournir une mesure globale du degré de mondialisation d'un pays à un moment donné. Contrairement à l'indice de mondialisation de Maastricht, il ne prend pas en compte les facteurs environnementaux . 

## Lectures complémentaires
- Axel Dreher (2006) Does globalization affect growth? Evidence from a new index of globalization, Applied Economics, 38:10, 1091-1110, DOI: 10.1080/00036840500392078
- Indice de mondialisation KOF à l'ETH Zürich